# Wacław Zdanowicz
Wacław Zdanowicz (ur. 28 września 1891 w Abramowsku, zm. 7 listopada 1958 we Wrocławiu) – polski aktor teatralny i filmowy, śpiewak, reżyser teatralny i dyrektor teatrów, urzędnik.

## Życiorys
Ukończył szkołę średnią w Wilnie, a następnie studiował filozofię na uniwersytecie w Petersburgu, których to studiów nie ukończył. Powrócił do Wilna, gdzie pracował w tamtejszym Sądzie Okręgowym oraz uczęszczał na lekcje śpiewu do konserwatorium Towarzystwa Śpiewaczego "Lutnia". Karierę sceniczną rozpoczął w 1911 roku, występując na scenach wileńskich. Następnie grał w Sosnowcu (1912), Kaliszu (1912-1913), Poznaniu (Teatr Polski, 1913-1914). W kolejnych latach prowadził wraz z Antonim Radwanem Teatr Letni w Kaliszu (1915-1946) oraz grał w Lublinie (teatr Wesoły Ul 1916-1918, Teatr Wielki 1919-1920). Lata 1920-1931 spędził w Warszawie, występując na scenach operetkowych i rewiowych (Czarny Kot 1920, Teatr Nowy 1921-1922, Qui Pro Quo 1922-1923 oraz 1926-1927, Teatr Nowości 1923-1926, Wodewil, Nietoperz 1927, Bagatela, Chochlik 1929, Znicz, Wielka Rewia, Bagatela, Hollywood 1930-1931). Podczas pracy w Teatrze Nowości zaczął również reżyserować, a w 1924 roku występował gościnnie w Teatrze Letnim w Wilnie.
W 1931 roku wraz z żoną Józefiną Bolską wyjechał do Stanów Zjednoczonych na zaproszenie tamtejszej Polonii. Przebywał tam do 1934 roku, występując i reżyserując m.in. w Cleveland, Detroit, Chicago, Buffalo, Milwaukee, Nowym Jorku, Filadelfii i Bostonie. Po powrocie do Polski przebywał w Warszawie, występując w teatrach: Kameralnym, Letnim (19340, Hollywood (1935), Cyrulik Warszawski (1935-1936) oraz w Teatrze Wielkim w repertuarze operetkowym (1936-1937). W latach 1937–1938 odbył tournee po kraju z zespołem złożonym z gwiazd rewii i operetki, a następnie ponownie występował w Warszawie (Wielka Rewia oraz w repertuarze komediowym Teatrach: Narodowym i Kameralnym). Był również inspektorem kulturalno-oświatowym zespołów amatorskich Naczelnej Dyrekcji Lasów Państwowych oraz kierownikiem artystycznym teatralnego zespołu objazdowego Dyrekcji.
Podczas II wojny światowej pozostał w stolicy. W latach 1940–1944 występował w teatrach jawnych: Kometa, Stara Mewa, Złoty Ul, Wodewil oraz Nowości. Brał udział w powstaniu warszawskim, a po jego zakończeniu został wywieziony do Niemiec. Po zakończeniu walk i powrocie do Polski, w 1945 roku objął dyrekcję Teatru Wielkiego w Częstochowie oraz kierownictwo artystyczne Teatru Żołnierskiego I Korpusu Pancernego w Gliwicach. Następnie występował i reżyserował w Teatrze Miejskim w Opolu (1945-1946), by przenieść się do Wrocławia, gdzie pracował do śmierci. Był członkiem zespołów teatrów wrocławskich: Miejskiego (1946-1947), Dolnośląskiego (1947-1949) oraz Młodego Widza (od 1957 r. - Rozmaitości) (1949-1958). Został pochowany na Cmentarzu Osobowickim we Wrocławiu.

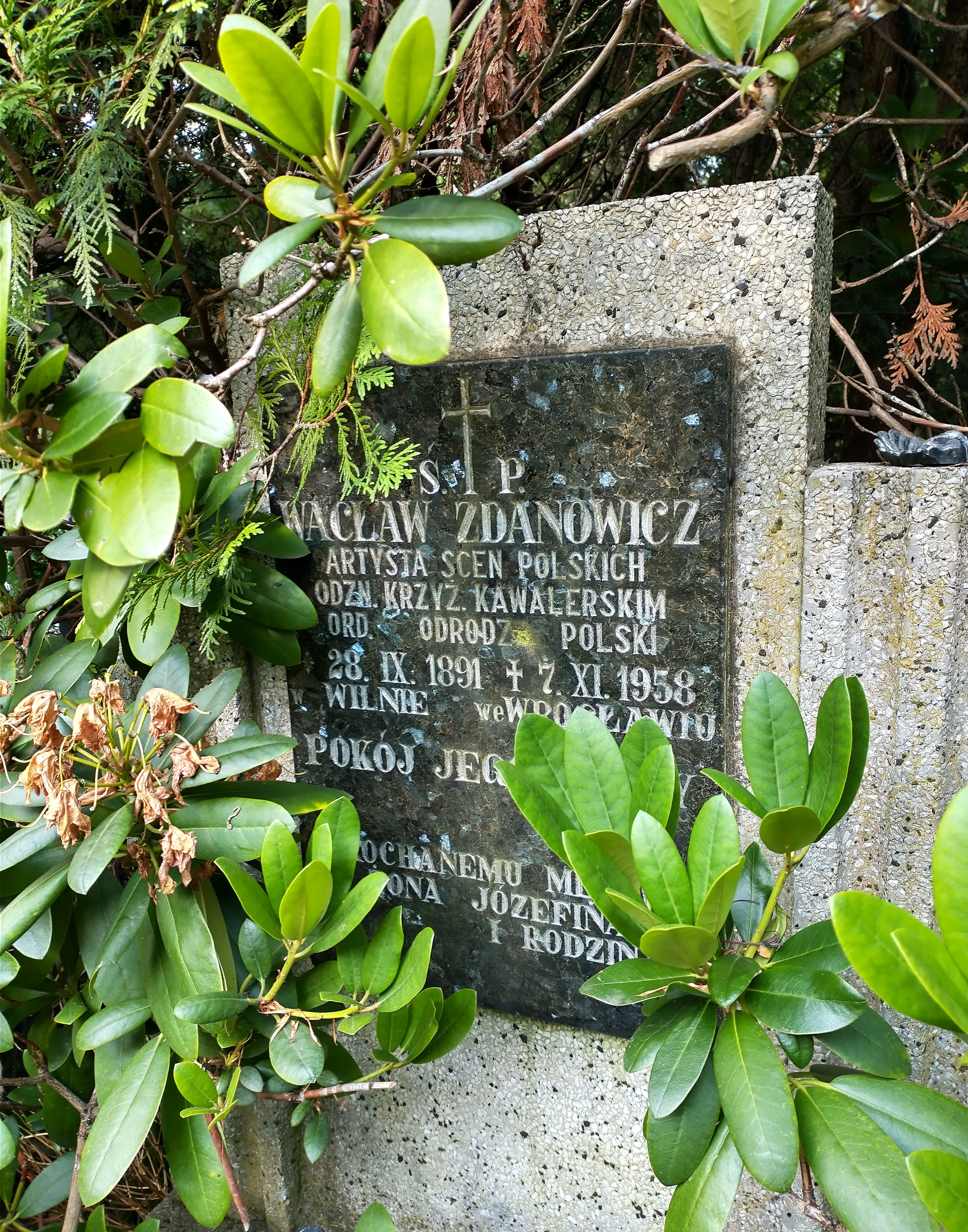
Grób Wacława Zdanowicza na Cmentarzu Osobowickim

## Filmografia
- Przed sądem (1922)
- Rywale (1925)
- Dwie Joasie (1935) - uczestnik balu mody
- Wierna rzeka (1936) - oficer rosyjski, gość na koncercie fortepianowym
- Papa się żeni (1936) - ojciec Murskiego
- Jadzia (1936) - klient w sklepie Malicza
- Dodek na froncie (1936) - kapitan, adiutant pułkownika Pawłowa
- Będzie lepiej (1936) - sprzedawca w sklepie z zabawkami
- Amerykańska awantura (1936)
- Ułan księcia Józefa (1937) - oficer
- Skłamałam (1937) - dziennikarz na sali rozpraw
- Zapomniana melodia (1938) - barman na dancingu w restauracji "Imperial"
- Za winy niepopełnione (1938) - gość na balu, znajomy barona
- Robert i Bertrand (1938) - gość na przyjęciu
- Kobiety nad przepaścią (1938) - urzędnik w Urzędzie Emigracyjnym
- Dziewczyna szuka miłości (1938) - członek Polsko-Brazylijskiego Towarzystwa Handlowego
- Druga młodość (1938) - sekretarz Mohorta
- Włóczęgi (1939) - służący Romana Karśnickiego
- Trzy serca (1939) - gość na weselu Kasi i Goga
- Kłamstwo Krystyny (1939) - kierownik sali w "Eldorado"
- Doktór Murek (1939) - lokaj ojca Niry
- Pigułki dla Aurelii (1958) - kierownik sklepu muzycznego